# Метенков, Вениамин Леонтьевич
Вениамин Леонтьевич Метенков (25 марта [6 апреля] 1857, Миасс, Оренбургская губерния — 9 марта 1933, Свердловск) — известный уральский фотограф, предприниматель и фотолетописец Урала. В 1998 году в доме, где он ранее проживал (Екатеринбург, улица Карла Либкнехта, 36), был открыт фотографический музей «Дом Метенкова».

## Биография
Родился 25 марта 1857 года в посёлке Миасского завода Троицкого уезда Оренбургской губернии (ныне — город Миасс Челябинской области) в семье мещанина Леонтия Гавриловича Метенкова, занимающегося кожевенным производством (где «митенки» — кожаные рукавички или полуперчатки без пальцев). Мать, Степанида Афанасьева Метенкова (Козицына) — старообрядка, не признававшая светского образования, начальная школа считалась греховной и была недоступна для детей. В семье было шестеро детей: Вениамин, Андрей (1879—1892), Полиевкт, Пётр (1876—), Мария Леонтьевна Варганова, Елизавета Леонтьевна Популовская.
В 1872 году семья посетила Всероссийскую политехническую выставку в Москве, где впервые сфотографировалась в фотосалоне М. П. Настюкова, там же Вениамин впервые познакомился с юным подмастерьем Максимом Дмитриевым.
В 1875 году устроился конторщиком на Кочкарский золотой прииск в Троицком уезде у золотопромышленника Симонова, где начал учиться фотоделу у польских поселенцев.
Летом 1876 года вернулся в Миасс, где по окрестным селам и приискам снимал за деньги портреты золотоискателей, и в 1880 году в Миассе же открыл первое фотоателье «Новая фотография» В. Л. Метенкова. В 1882 году стал членом Русского Технического Общества, а руководитель специального Пятого фотографического отдела инженер В. И. Срезневский в 1886 году в знак благодарности прислал ему свой фотопортрет.
В 1883 году переехал в Екатеринбург, чтобы заниматься видовыми съёмками. Арендует помещение — дом № 22 на Вознесенском проспекте. В газете «Екатеринбургская неделя» от 29 июня 1883 года было отмечено, что «…фотографическое ателье В. Л. Метенкова отвечает требованиям современного фотографического искусства, а превосходные перспективные группы (групповые портреты) — новинка для Екатеринбурга. Мягкость полутонов, изящество и отчётливость работ вообще не оставляют желать лучшего. Они напоминают кисть художника, а не свет, работающий в камере-обскуре. Цены, назначаемые г. Метенковым, весьма не высоки и общедоступны». А от 6 июля 1883 года в газете «Екатеринбургская неделя» вышло объявление, что «Фотографическое ателье В. Л. Метенкова, члена Императорского русского технического общества, предлагает новейшие способы фотографирования портретов, групп, видов, копий с планов, чертежей и т. п., во всевозможных размерах и в тщательном исполнении. Производство хромофотографий. Зеркальная эмалировка карточек. Печатание на портрет и карточки. Сохранение негативов до 2 лет и более. Большой выбор фотографических аксессуаров, мебели и художественных декораций».
Наряду с фотографией занялся конструированием фототехники и совершенствованием технологии обработки фотоматериалов. Организовал прямые поставки в город лучшей фотоаппаратуры и фотоматериалов ведущих французских и немецких фирм, торговыми компаньонами Метенкова были фирмы «Carl Zeiss», «Goerz», «Kodak». Среди предлагаемых товаров — фотоматериалы и реактивы, фотоаппараты.
Первоначально фотоателье и магазин Метенкова располагались на Вознесенском проспекте, 22, но 8 февраля 1896 года переезжает на новое место — Вознесенский проспект, 36. 19 февраля 1912 года павильонная «Фотография» была переписана на помощника-ретушера Роберта Карловича Зейферта, но фотомагазин остается за В. Л. Метенковым.
В июле 1919 года семья Метенковых вместе с отступающими белыми бегут в Томск, к сестре Евдокии — Марии Васильевне Серебрениковой (Ожеговой), супруге бывшего банковского служащего Александра Серебреникова. В Томске Вениамин Леонтьевич 8 ноября 1919 года устраивается наёмным фотографом в «Фотографию Юнышева», а с 3 ноября 1920 года стал работником губернского отдела народного образования (ГубОНО).
В июле 1921 года Метенковы вернулись в Екатеринбург, но их дом к тому времени был уже конфискован по Постановлению Горисполкома от 14 мая 1920 года, как дом стоимостью более 10 000 рублей. Семью Метенковых приютила другая сестра Александра Васильевна Никитина (Ожегова) в доме по улице Красноармейская дом 13. Только 14 октября 1924 года Вениамину Леонтьевичу удалось устроиться на работу копировщиком-лаборантом 12 разряда, фотографом в газетный отдел акционерного общества «Урал-Книга». А 9 июля 1925 года стал заведующим фотолабораторией Свердловского окружного «Пролеткульта». 4 апреля 1926 года, после организации уральского отделения акционерного общества «Совкино» и появления фотомагазина, стал заведующим магазином «Совкино». Благодаря тому, что младшей дочери Нине, кассиру на железнодорожном вокзале, выделили жильё в деревянном доме на улице Сцепщиков дом 15, старшие Метенковы перебрались туда. 4 февраля 1930 года увольняется, в апреле 1931 его арестовывают «за укрывание ценностей», три недели в камере, но затем отпускают.
Скончался 9 марта 1933 года и был похоронен на Михайловском кладбище Екатеринбурга (место захоронения утеряно). 10 июля 2024 г. на 19-м участке Михайловского кладбища установлен кенотаф Метенкову.
Был действительным членом Русского Технического Общества с 1882 года, действительным членом Уральского Общества Любителей Естествознания (УОЛЕ) с 1883 года, пожизненным членом УОЛЕ, действительным членом «Общества Вспомоществования Литераторам» с 29 апреля 1888 года, членом-учредителем Екатеринбургского «Общества изящных искусств» с 1896 года и личным Почётным гражданином.
Семья
Женился в 1895 году на Евдокии Васильевне Ожеговой (1870—1948), из семьи помощника лаборанта Уральской золотоплавочной лаборатории Василия Григорьевича Ожегова (1837—) и матери Анны Андреевной (1838—) (проживающих в деревянном одноэтажном доме по адресу Екатеринбург, Тимофеевская набережная, дом 23). У них родилось пятеро детей: Лидия Вениаминовна Родникова (1896—1945), будущий член Союза художников Екатерина Вениаминовна Иванова (1898—1970), Елизавета Вениаминовна Серебреникова (1900—1980), будущий геодезист Николай Вениаминович Метенков (1902—1944), Нина Вениаминовна Мохова (1904—1930).

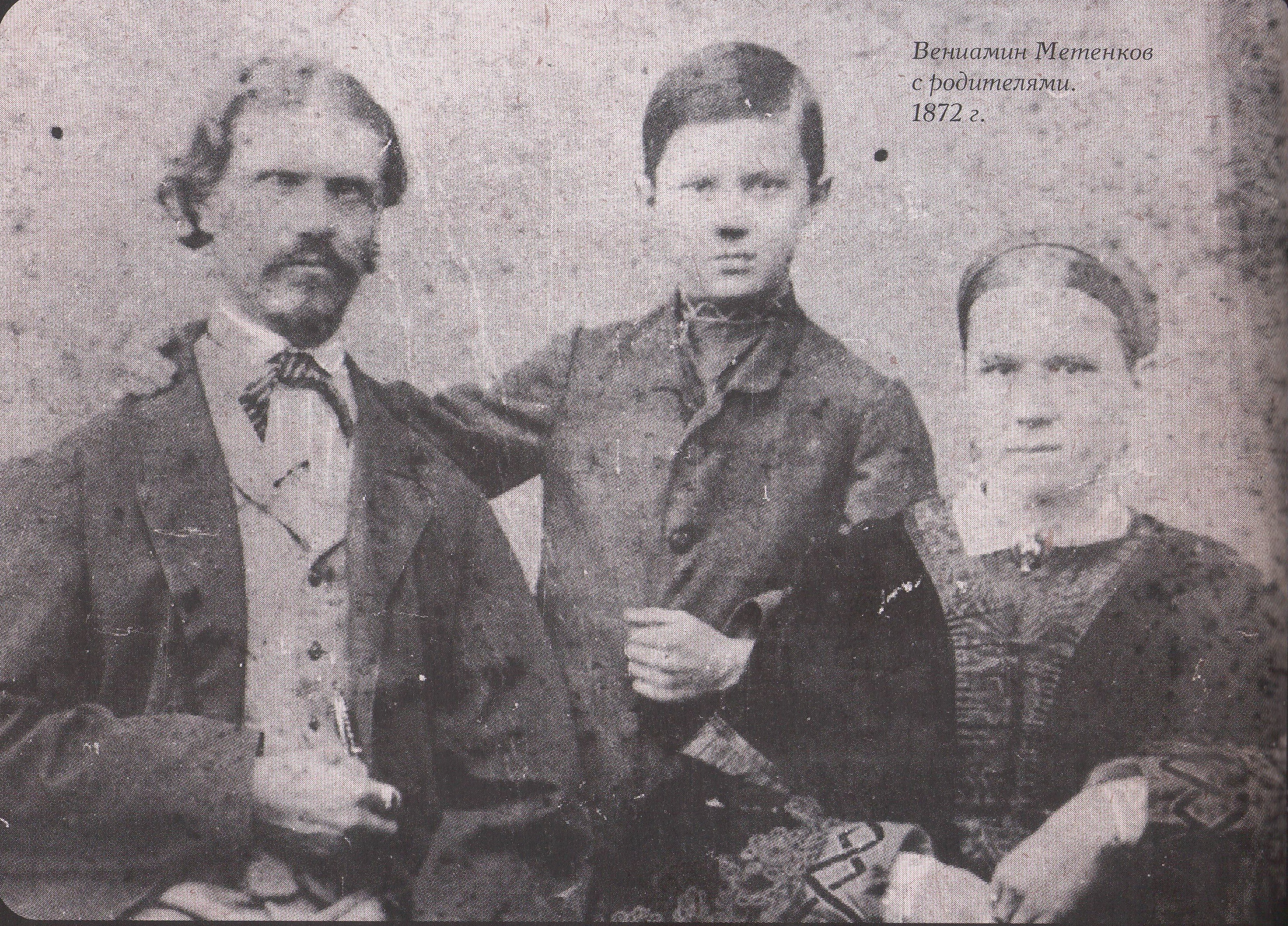
Метенков с отцом и матерью в Москве, 1872
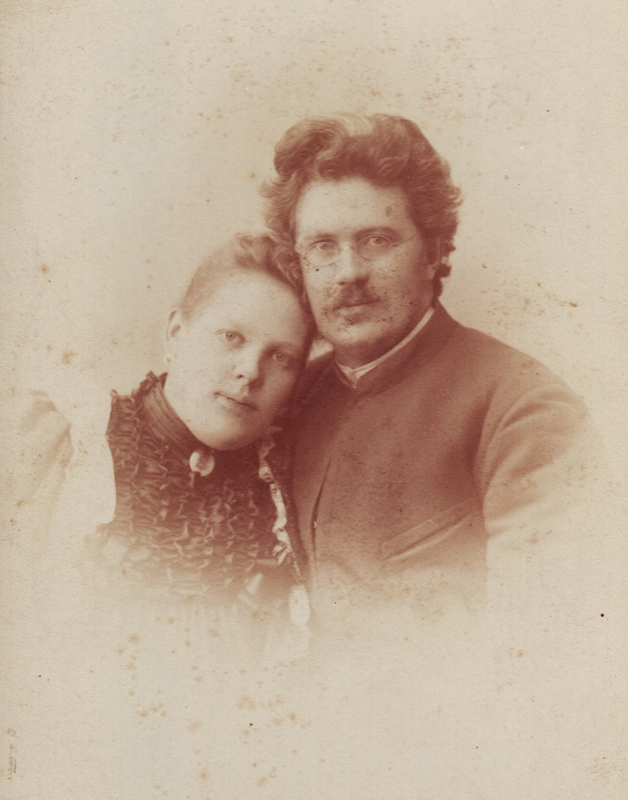
Метенков с супругой, 1889
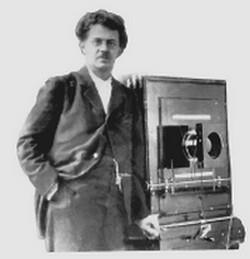
Метенков с фотоаппаратом, 1915
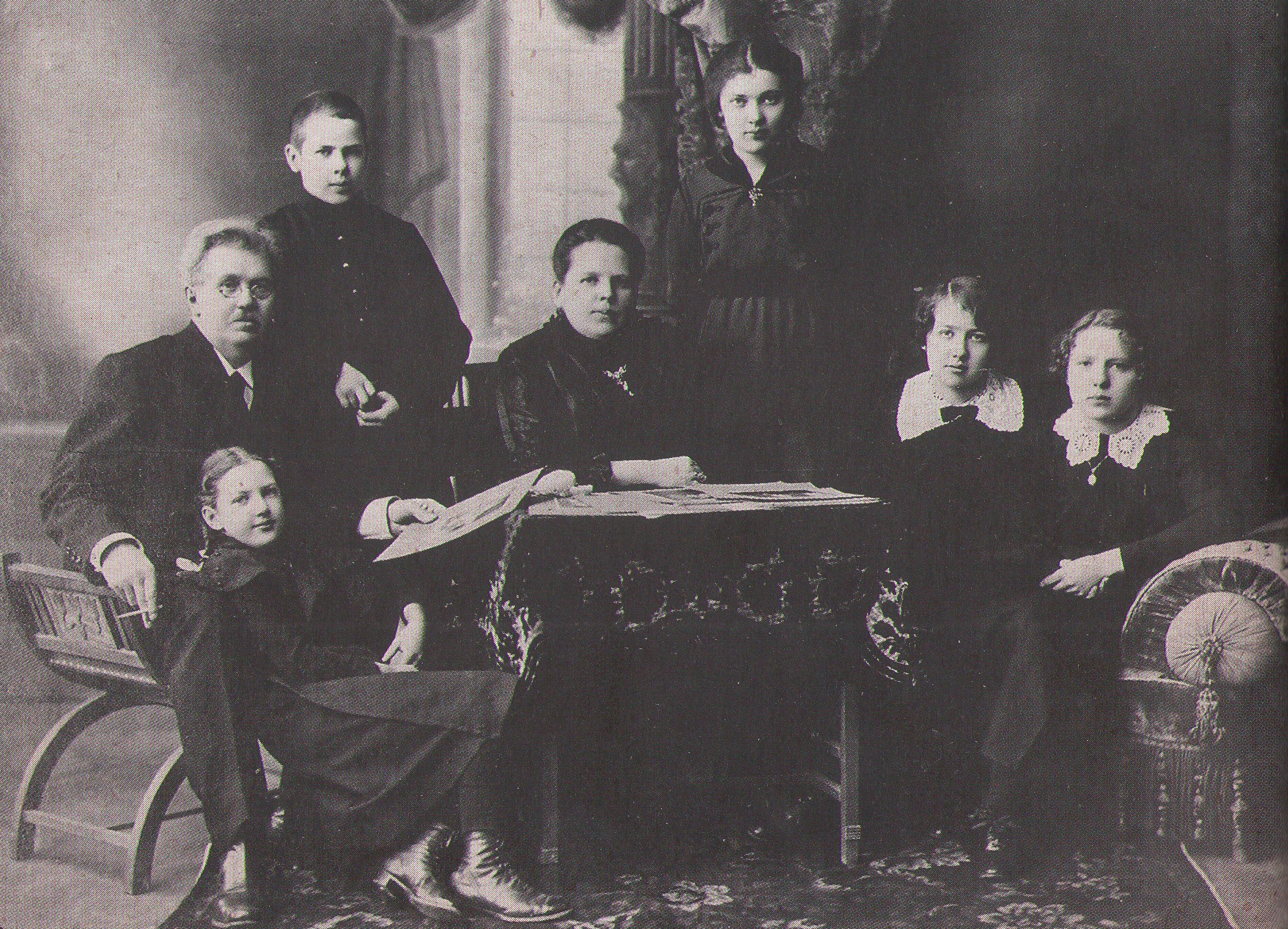
Семья Метенковых, 1916

## Память

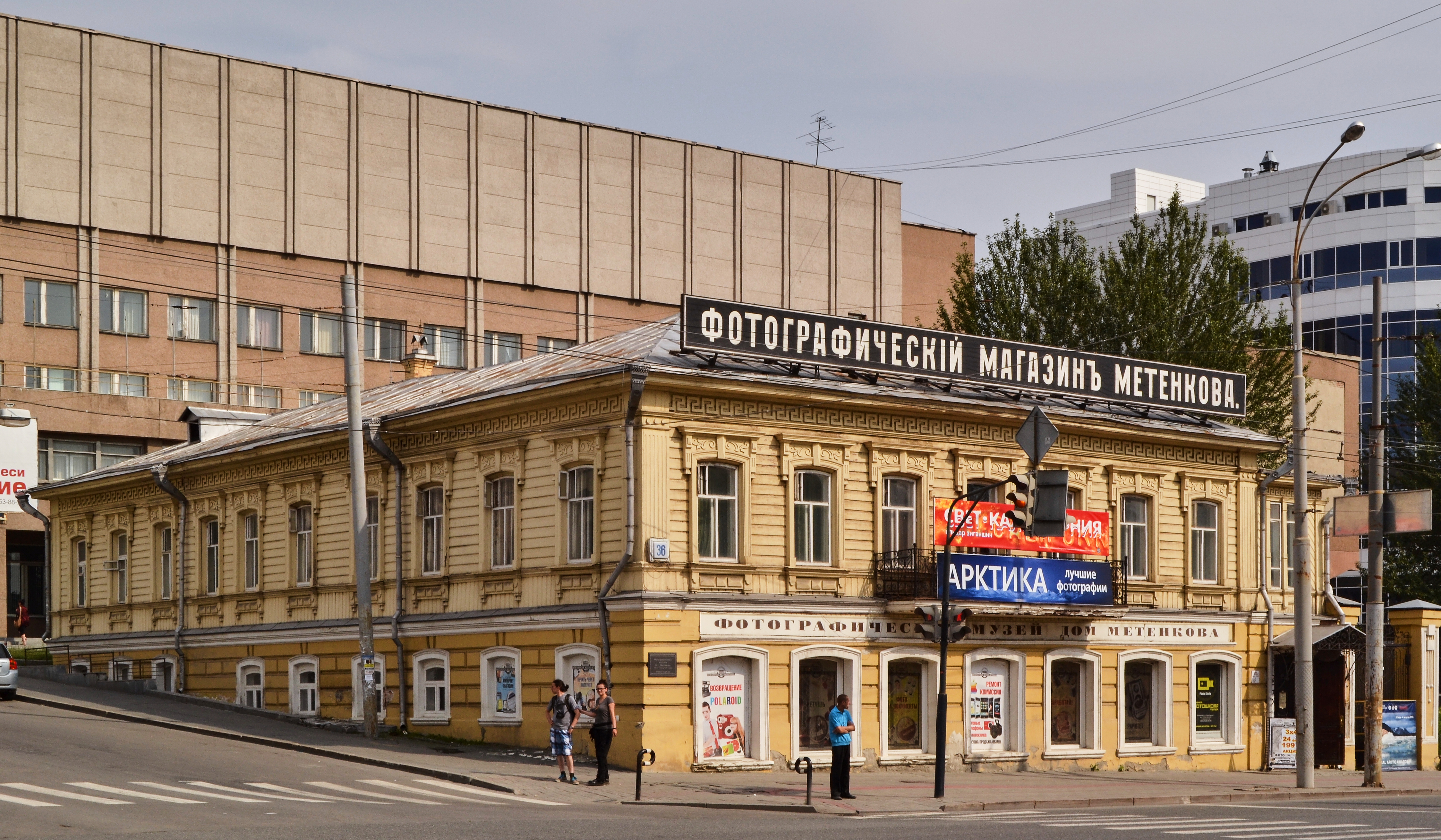
Дом-музей Метенкова в Екатеринбурге

В 1998 году в доме по адресу Екатеринбург, улица Карла Либкнехта, дом 36 был открыт фотографический музей «Дом Метенкова».

## Вклад
Снял большинство уральских заводов и поселков, рудников и приисков, городов, гор, рек; показал условия труда и быта горнорабочих конца XIX — начала XX века. Одним из первых стал издавать почтовые открытки с видами Екатеринбурга. Оставил после себя большую коллекцию фотоснимков, открыток с видами Урала.

### Альбомы
Серии своих фотографией В. Л. Метенков начал оформлять в рукодельные альбомы с тиснением на обложке, затем стал печать их в типографиях Москвы, Берлина, в типографии Гранберга в Стокгольме:
- «Альбом музея УОЛЕ», 1883 год — 30 видов;
- Виды железной дороги Екатеринбург-Тюмень, 1886 год — 30 видов;
- Виды Сибирско-Уральской научно-промышленной выставки, 1887 год — 36 видов;
- «10 лет Уральской Горнозаводской железной дороги Екатеринбург—Пермь», 1888 год;
- «Виды Северного Урала» — 20 видов;
- «Виды Верхотурья»;
- «Виды Миасского завода»;
- «Снимки солнечного затмения 1887 года» — 8 видов;
- «Планы города Екатеринбурга»;
- «Панорама Екатеринбурга» (с колокольни Екатерининского собора и с Большого Златоуста), 1885 год — 12 видов;
- «Ныроб, Искор и Покча», 1890 год;
- «Литьё каслинского завода», 1891 год;
- «Виды Екатеринбурга» — 18 видов;
- «Виды Урала» — 50 видов;
- сувенир-лента (раскладушка) виды Екатеринбурга — 5 видов.

### Фильмы
Был пионером киносъемок на Урале.

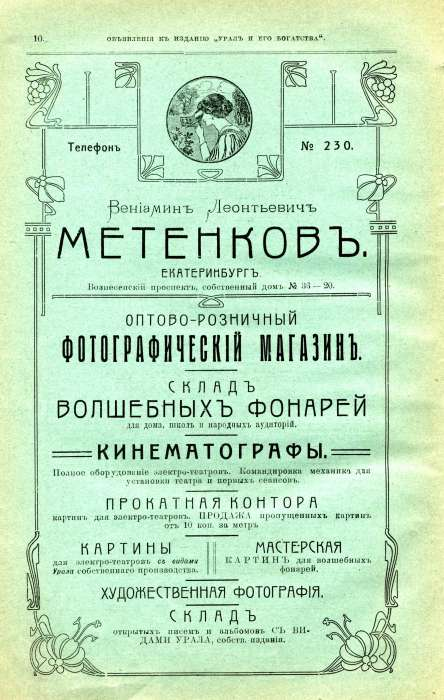
Рекламный буклет фотографического магазина Метенкова

Перечень фильмов оператора В. Л. Метенкова:
- «Добыча мрамора в окрестностях Екатеринбурга» (1902)
- «Виды Урала». Видовая. Выпуск конторы В. Л. Метенкова (Екатеринбург). Съёмки В. Л. Метенкова. (1909)
- «Виды Екатеринбурга во время масленицы. Хроника.» (Масленичные гуляния, балаганы, хор песенников, выход гимназисток из гимназии и т. д.) Выпуск кинотеатра Лоранж 15.03.1910 (Екатеринбург). Съёмки В. Л. Метенкова. (1910)
- «Екатеринбург на Пасхальной неделе. Хроника.» (Церковь Горного училища, у городской плотины, у мужской гимназии, народное гулянье на лугу у Верх-Исетского театра и т. п.) Выпуск кинотеатра «Рона» 9.05.1910. Съёмки В. Л. Метенкова. (1910)
- «Приезд в Екатеринбург пермского губернатора В.Лопухина. Хроника.» (прибытие поезда, поднесение хлеба-соли, у парадных комнат, у кафедрального собора, панорама города) Выпуск кинотеатра «Рона» 20.05.1910. Съёмки В. Л. Метенкова. (1910)
- «Оренбург». Видовая, 144 мтр. Выпуск А.Ханжонкова. Съёмки В. Л. Метенкова.
- «Петровск на Каспийском море». Видовая. Выпуск кинотеатра Фурор 12.01.1911 (Уфа). Съёмки В. Л. Метенкова.
- «Сормовские машиностроительные заводы. Хроника». Выпуск А.Ханжонкова 23.10.1910. Съёмки В. Л. Метенкова.
- «Асбестовские копи Поклевского-Козелл на Урале. Хроника.» Выпуск Городского театра, 16.04.1911 (Екатеринбург). Съёмки В. Л. Метенкова.
- «Добыча асбеста на Урале. Хроника.» Выпуск т/д «Продафильм», 30.07.1911. Съёмки В. Л. Метенкова. Вошли в выпуск № 11 «Живая и Промышленная Россия».
- «Живописная река Самара». Видовая. Выпуск А.Ханжонкова, 14.11.1911. Съёмки В. Л. Метенкова.
- «Закладка музея имени Александра II в Екатеринбурге. Хроника.» Выпуск конторы В. Л. Метенкова, 10.03.1911. Открытие Верх-Исетского театра, 1.04.1911. Съёмки В. Л. Метенкова.
- «Лов рыбы на Волге. Хроника». Выпуск в Перми и Екатеринбурге, 1.04.1911. Съёмки В. Л. Метенкова.
- «Приезд нового губернатора в Екатеринбург. Хроника.» Выпуск конторы В. Л. Метенкова, 19.02.1911. Съёмки В. Л. Метенкова.
- «Торжество 19 февраля 1911 г. в Екатеринбурге. Хроника.» Выпуск в Городском театре, 3.03.1911 (Екатеринбург). Съёмки В. Л. Метенкова. Вошли в выпуск № 101 «Пате-Журнала»
- «По реке Исети»
- «Торжества по случаю 10-летия начала мировой войны» (1924)

## Награды
За свои достижения был неоднократно награждён:
- Медаль «Достойному В. Л. Метенкову от имени Русского Технического Общества»
- 1887 — серебряная медаль Сибирско-Уральской научно-промышленной выставки.
- Бронзовая медаль международной выставки (Брюссель, 1887).
- Серебряная медаль Всероссийской технической выставки (Харьков, 1889).
- Золотая медаль Московской юбилейной выставки 50-летия фотографии (Москва, 1889).
- Золотая медаль Всемирной выставки (Париж, 1889).